# 配管技能士
配管技能士（はいかんぎのうし）とは、国家資格である技能検定制度の一種で、都道府県職業能力開発協会が実施する、配管に関する学科及び実技試験に合格した者をいう。

## 概要
水管、排水管、ガス管、空気清浄装置や冷暖房の換気設備など建築物の配管工事を行う技能を認定する国家資格であり、名称独占資格である。技能検定試験では「建築配管作業」と「プラント配管作業」に区分される。
等級には、1級～3級まであり、それぞれ上級技能者、中級技能者、初級技能者が通常有すべき技能の程度と位置づけられている。

## 実技作業試験内容

### 配管(建築配管作業)
- 1級
  - 作業試験：給水配管図に従い、エルボ、チーズ等の管継手を使用して配管用炭素鋼鋼管、塩化ビニル管及び銅管の組立てを行う。試験時間＝3時間50分
  - ペーパーテスト：配管図から材料を拾い出して、材料表を作成する。試験時間＝2時間
- 2級
  - 作業試験：給水配管図に従い、エルボ、チーズ等の管継手を使用して配管用炭素鋼鋼管、塩化ビニル管及び銅管の組立てを行う。試験時間＝2時間50分
  - ペーパーテスト：配管図から材料を拾い出して、材料表を作成する。試験時間＝2時間
- 3級：給水配管図に従い、エルボ、チーズ等の管継手を使用して配管用炭素鋼鋼管及び塩化ビニル管の組立てを行う。試験時間＝2時間35分

### 配管(プラント配管作業)
- 1級
  - 作業試験：圧力配管用炭素鋼鋼管(3B)又は硬質塩化ビニル管等をエルボ、フランジ等の管継手で組み立て、アーク溶接の仮付け又は接着によりプラント配管系統の一部分を製作する。試験時間＝4時間30分
  - ペーパーテスト：アイソメ図の作成及び作業手順、スプール図による日数、工数等の見積りについて行う。試験時間＝2時間
- 2級
  - 作業試験：圧力配管用炭素鋼鋼管(2B,3B)又は硬質塩化ビニル管等をエルボ、フランジ等の管継手で組み立て、アーク溶接の仮付け又は接着によりプラント配管系統の一部分を製作する。試験時間＝4時間30分
  - ペーパーテスト：配管図により材料取り及び現図型取り(枝管の展開図)について行う。試験時間＝2時間
- 3級：硬質塩化ビニル管をエルボ、チーズの管継手で組立て、プラント配管系統の一部を製作する。試験時間＝1時間45分

## 他資格等との関係
配管技能士（建築配管作業）は、関連する各種の受験資格等において、以下の関係がある。
- 甲種消防設備士受験資格
- 液化石油ガス設備士講習の講師の条件（一部の科目が講習できる）
- 液化石油ガス設備士講習の講習科目の内一部科目免除
- 浄化槽設備士受験資格（2級においては平成16年以降は通算4年以上の実務経験を有する者に限る）
- ガス溶接作業主任者 - 試験科目の内、「アセチレン溶接装置及びガス集合溶接装置に関する知識」、「アセチレンその他の可燃性ガス、カーバイト及び酸素に関する知識」に係る受験の免除（1級技能検定合格後に1年以上のガス溶接等に関する実務経験を有する者に限る）、免状の交付要件（1級又は2級の技能検定合格後1年以上ガス溶接等に関する実務経験を有する者に限る）
- 作業環境測定士試験受験資格（技能検定後1年以上労働衛生に関する実務経験を有する者に限る）
- 1級・2級管工事施工管理技術検定受験資格（1級管工事施工管理技術検定受験の場合は平成16年以降の合格者については通算10年以上の実務経験を有する者に限り、2級管工事施工管理技術検定受験の場合は平成16年以降の2級合格者については通算4年以上の実務経験を有する者に限る）

## 取得後の称号
技能検定に合格すると1級は厚生労働大臣名の、2級及び3級は各都道府県知事名の合格証書が交付され、技能士を称することができる。資格を表記する際には「1級配管技能士」、「2級配管技能士」、「3級配管技能士」のように等級を明示する必要がある。等級の非表示、等級表示位置の誤り、職種名の省略表示などは不可である。
なお職業能力開発促進法により、配管技能士資格を持っていないものが配管技能士と称することは禁じられている。